# MOU Museum

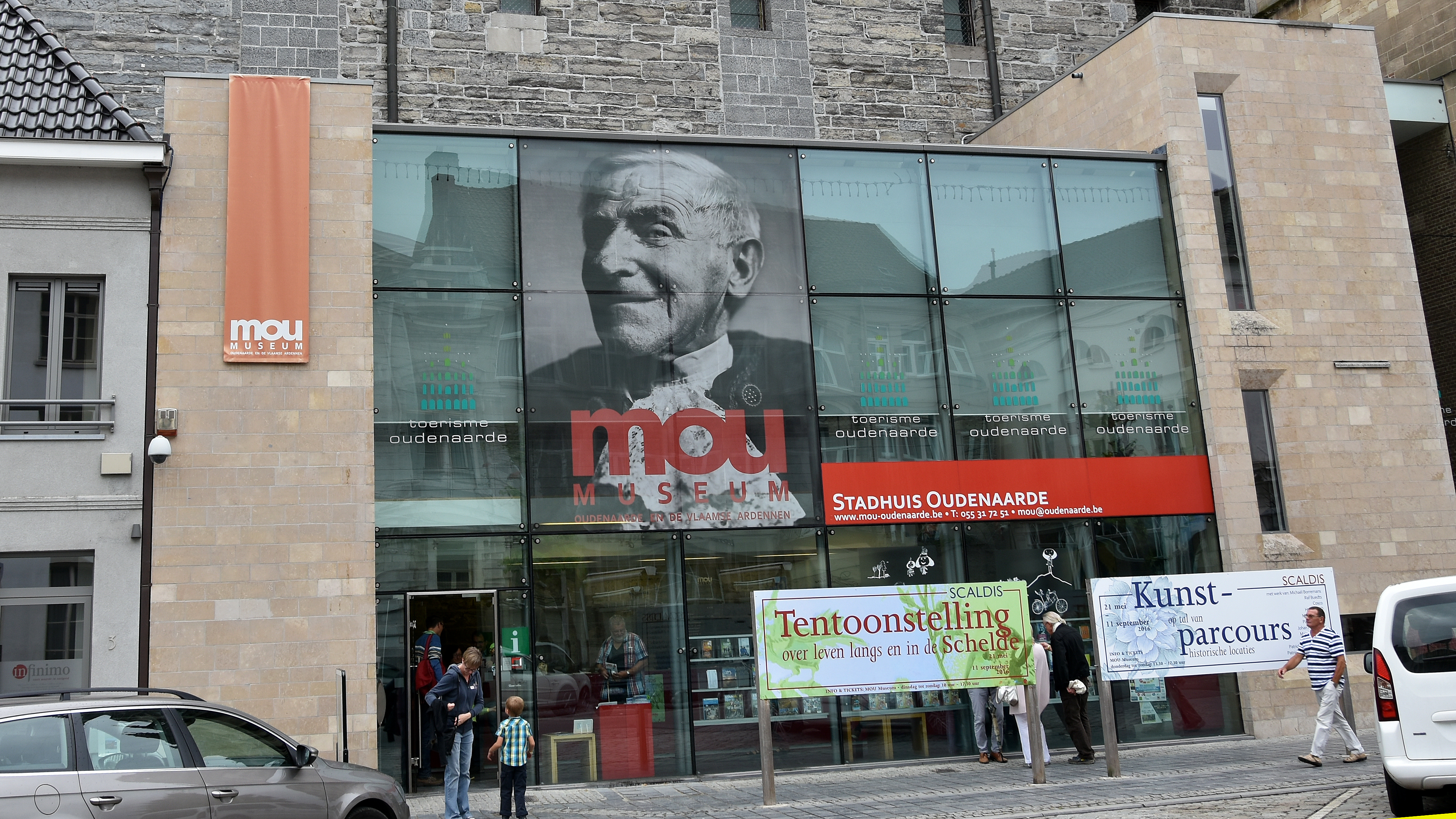
Het MOU Museum

Het MOU of Museum van Oudenaarde is een museum in de Belgische stad Oudenaarde. Het museum stelt een aantal voorwerpen tentoon die vroeger op andere locaties werden bewaard. In de voormalige lakenhal, waartegenaan het Stadhuis van Oudenaarde werd gebouwd, bewaart men onder meer de wandtapijtencollectie en zilverwerk waarvoor Oudenaarde in het verleden bekend was. Het educatief aanbod omvat workshops en stadswandelingen.

## De lakenhal
De lakenhal, gebouwd omstreeks 1300, diende om laken te verhandelen en te bewaren. De hoge en schuingeplaatste ramen zorgden voor weinig lichtinval om het laken zo weinig mogelijk te verkleuren. Men verbond de hal met het schepenhuis (romaanse stijl) dat later werd afgebroken om plaats te maken voor het huidige gotische stadhuis. Het majestueuze dakgebinte is 16e-eeuws.

## De wandtapijtencollectie
Het museum bezit 37 wandtapijten, waarvan er 15 te bezichtigen zijn in de lakenhal.
Oudenaardse wandtapijten waren gedurende meer dan vierhonderd jaar het voornaamste luxe-exportproduct van Oudenaarde en hadden een afzet over de hele wereld. De stad nam van de vijftiende tot de achttiende eeuw een belangrijk aandeel van de productie van verdures voor haar rekening. De grootste bloei was in de zestiende eeuw. De Oudenaardse wandtapijten zijn soms getekend met een stadsmerk dat er als een brilletje uit ziet. Het is de platgedrukte letter A van Audenaerde, de oude naam van de stad.
Het tentoongestelde wandtapijt 'Hercules verslaat de Stymfalische vogels' maakt deel uit van een fraaie reeks wandtapijten ('een kamer') "De werken van Hercules", waarvan andere in het Louvre te bekijken zijn (https://collections.louvre.fr/en/ark:/53355/cl010101437). Oudenaarde is vooral gekend als producent van 'verdures', wandtapijten met veel groen erop, veel bomen, planten en bloemen, maar alle genres van wandtapijten werden er geproduceerd. 
Een opmerkelijk wandtapijt uit de reeks De Geschiedenis van Odysseus werd in 2014 toegevoegd aan de collectie. Alhoewel het niet gemerkt is, is het hoogstwaarschijnlijk toch in Oudenaarde vervaardigd en wel in 1616 in het atelier van Joris Ghuys. Het wordt vermeld in stadsdocumenten en er zijn kartonfragmenten bewaard.
In 2019 kocht de stad Oudenaarde (met steun van Toerisme Vlaanderen) bij Sotheby's een wandtapijt uit de serie De Geschiedenis van Alexander (1580-1590). In 2023 verwierf het museum er weer een. De reeks werd eind zestiende eeuw geproduceerd en de stad schonk ze aan Alexander Farnese, de hertog van Parma, bij zijn plechtige intred). sinds 2020 wordt het in het MOU tentoongesteld.

## Het zilverwerk
Het MOU Museum toont, verspreid over verschillende zalen, het zilverwerk waaronder een van de grootste collecties van Vlaanderen, verzameld door De Boever-Alligoridès. Daarnaast zijn er ook zilveren voorwerpen te zien uit omliggende kerken.

## Galerij

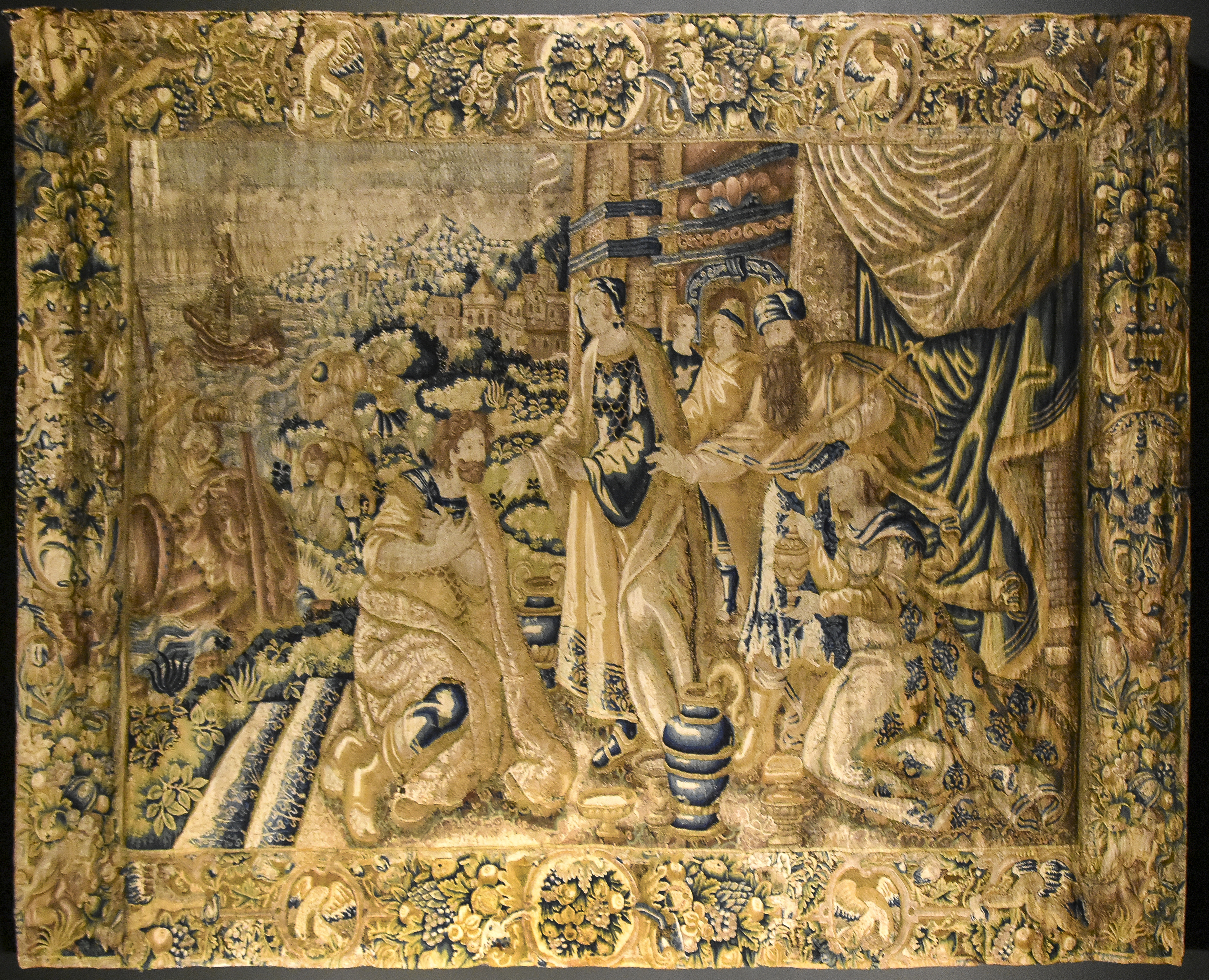
Het wandtapijt uit de reeks Geschiedenis van Odysseus
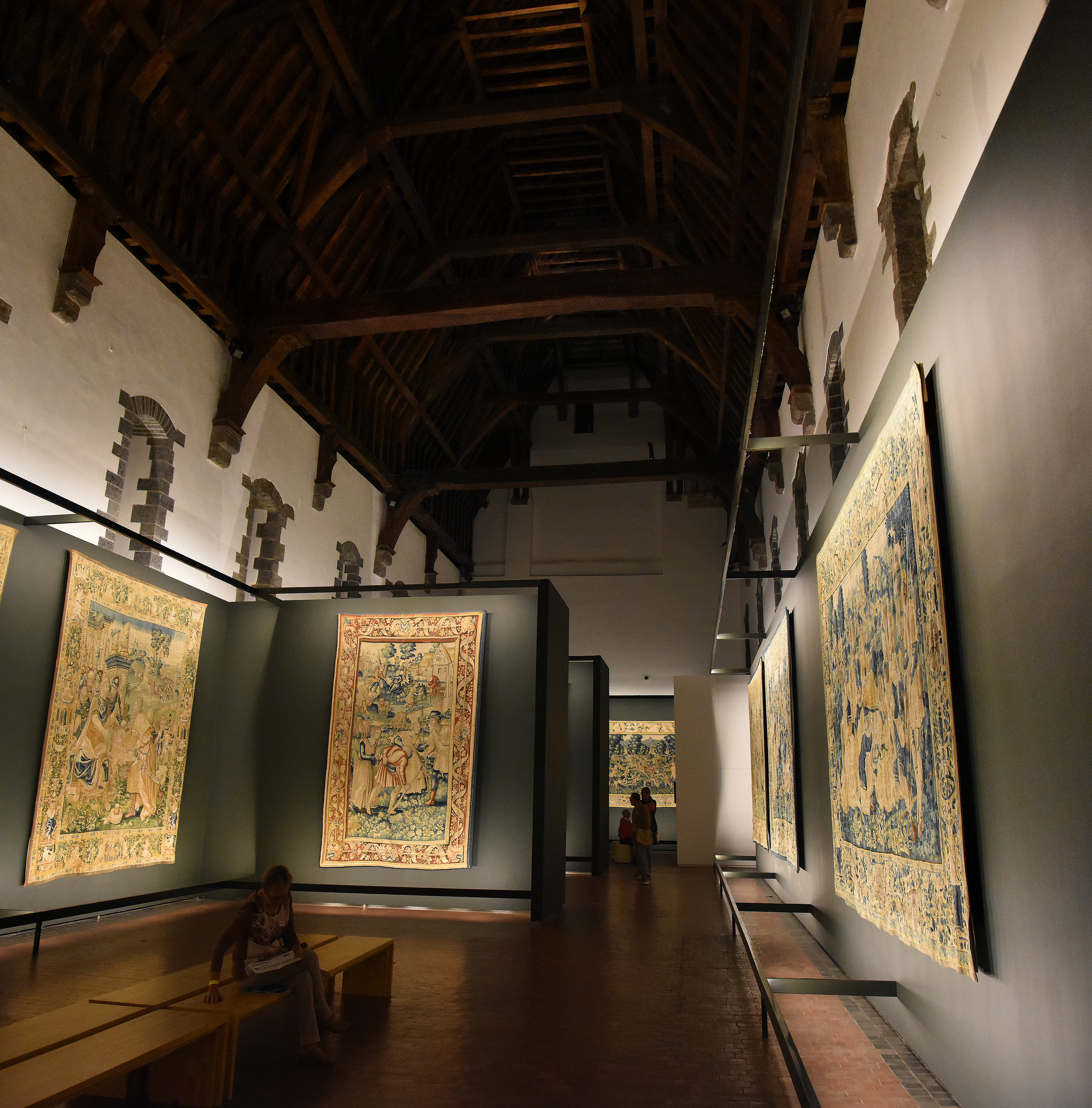
Een gedeelte van de wandtapijtencollectie in de bovenlakenhal
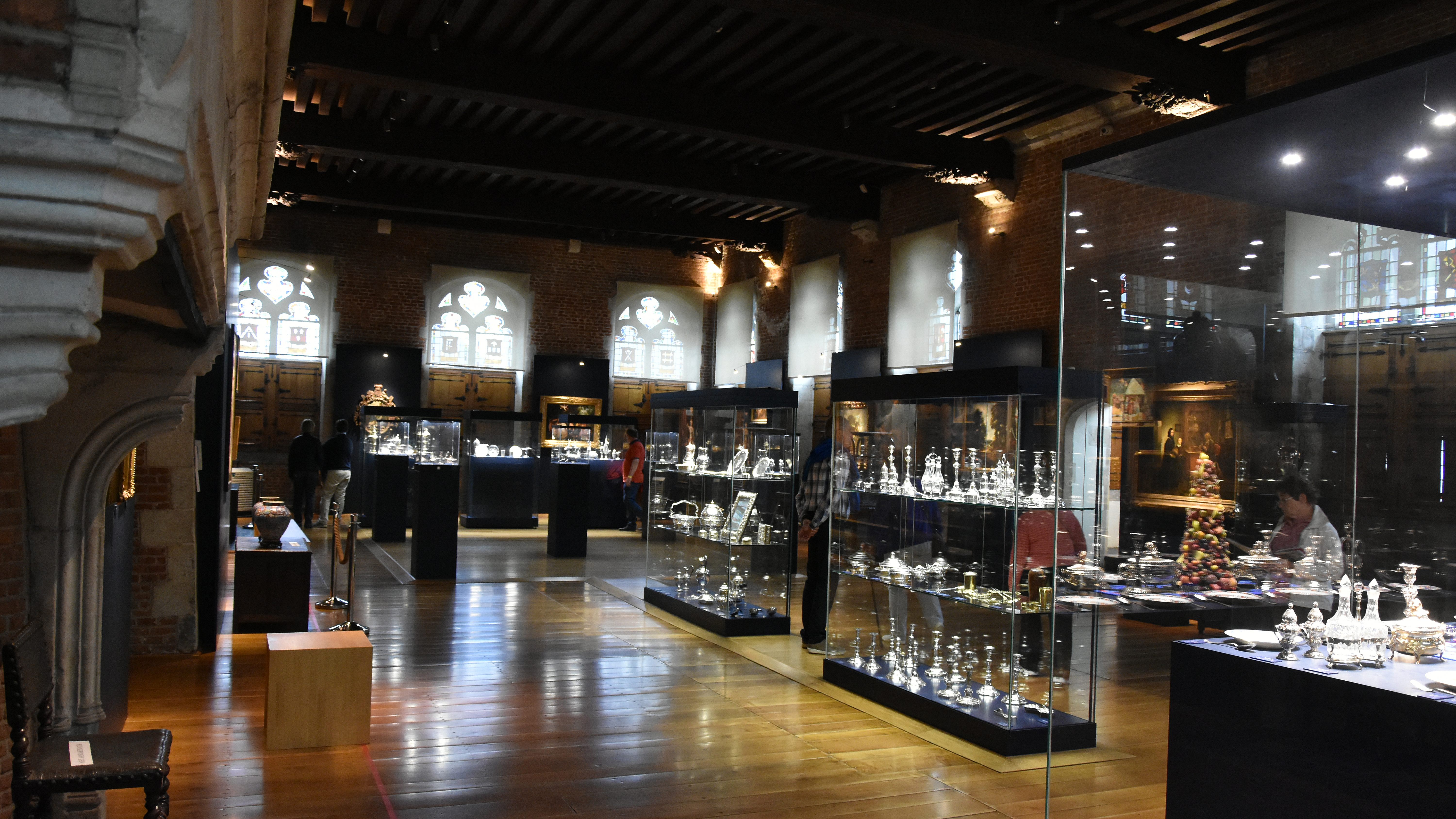
De grote zilverzaal De Boever-Alligoridès
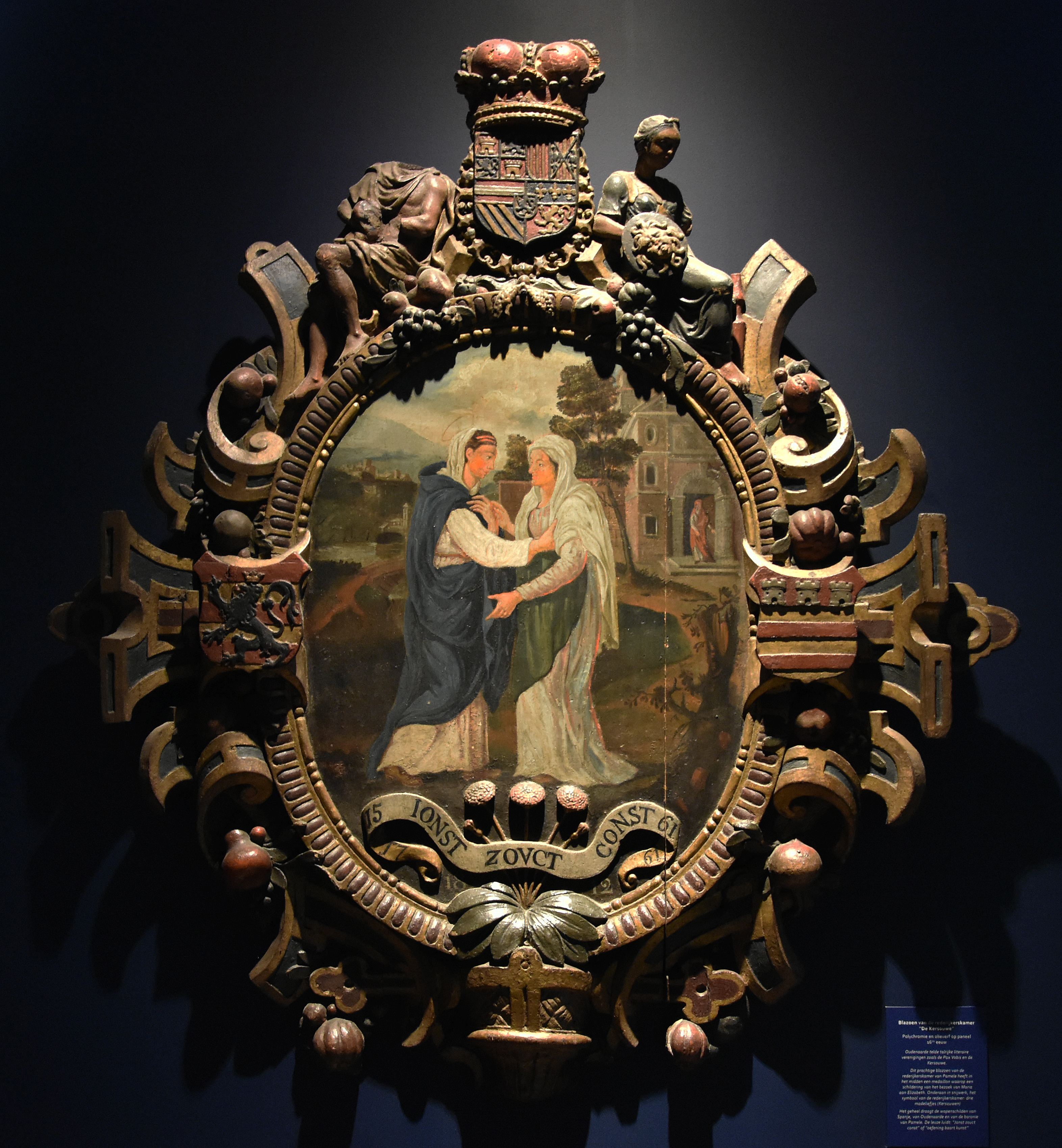
Blazoen van rederijkerskamer De Kersouwe met de leuze 'Jonst zoect const' of 'oefening baart kunst' met de wapenschilden van Spanje, Oudenaarde en de baronie van Pamel
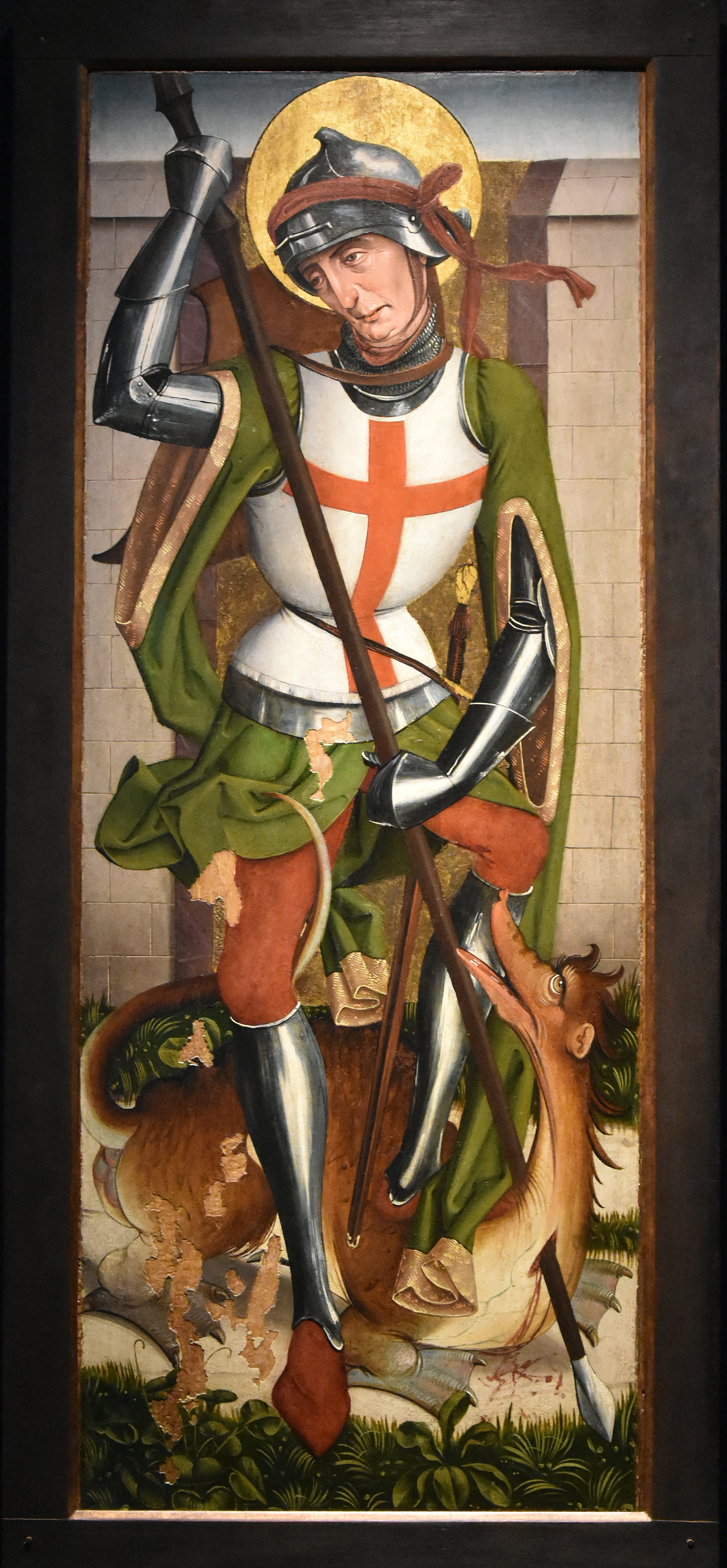
Sint-Joris door Colijn de Coter